# Lissocidaris
A Lissocidaris állatnem a Perischoechinoidea alosztályba tartozik. Ebbe a nembe két faj tartozik:
- Lissocidaris xanthe (Coppard & van Noordenburg, 2007)
- Lissocidaris fusca (Mortensen, 1939)

## Élőhelye
Az Indiai-óceán meleg vizében él.

## Külső hivatkozások
Natural history museum
Lissocidaris a Google-on